# Palais de justice de Châlons-en-Champagne
Le  palais de justice  est le siège du tribunal situé à Châlons-en-Champagne, en France.

## Localisation
Le palais de justice se situe sur le quai Eugène Perrier au N°2. 

## Fonctions
Conseil de Prud'hommes et un tribunal judiciaire (rassemblant les anciens tribunaux d'instance et de grande instance depuis le 1er janvier 2020) et de tribunal administratif.

## Historique
Le palais de justice actuel fut édifié entre 1868 et 1871 sur les plans des architectes Eugène et Ernest Collin. En 1979 le palais s'étendu en englobant l'ancienne gendarmerie dont les locaux donnaient sur la rue du Lycée. Le décor du bâtiment est de Andres.

## Images

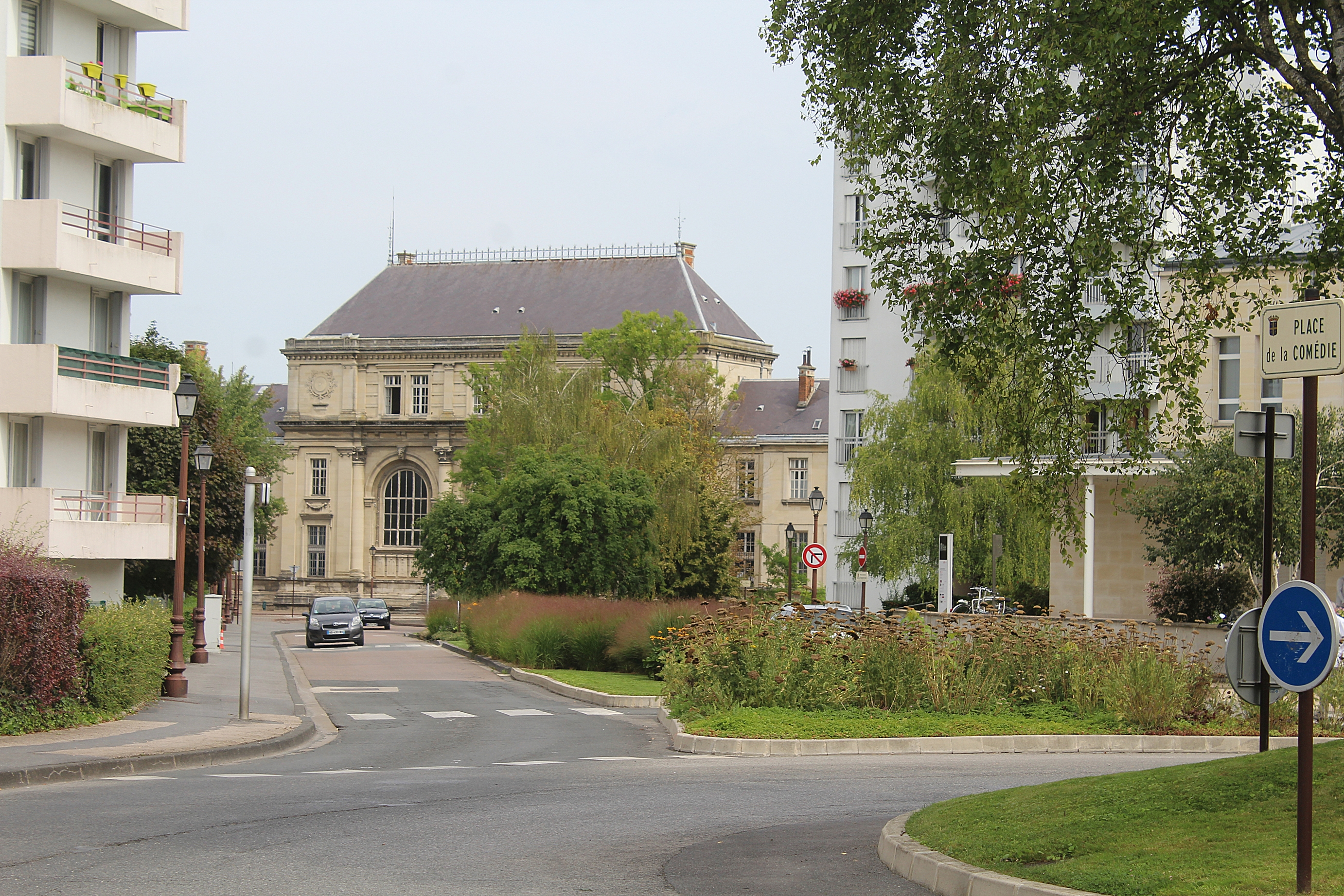
Façade sur rue,
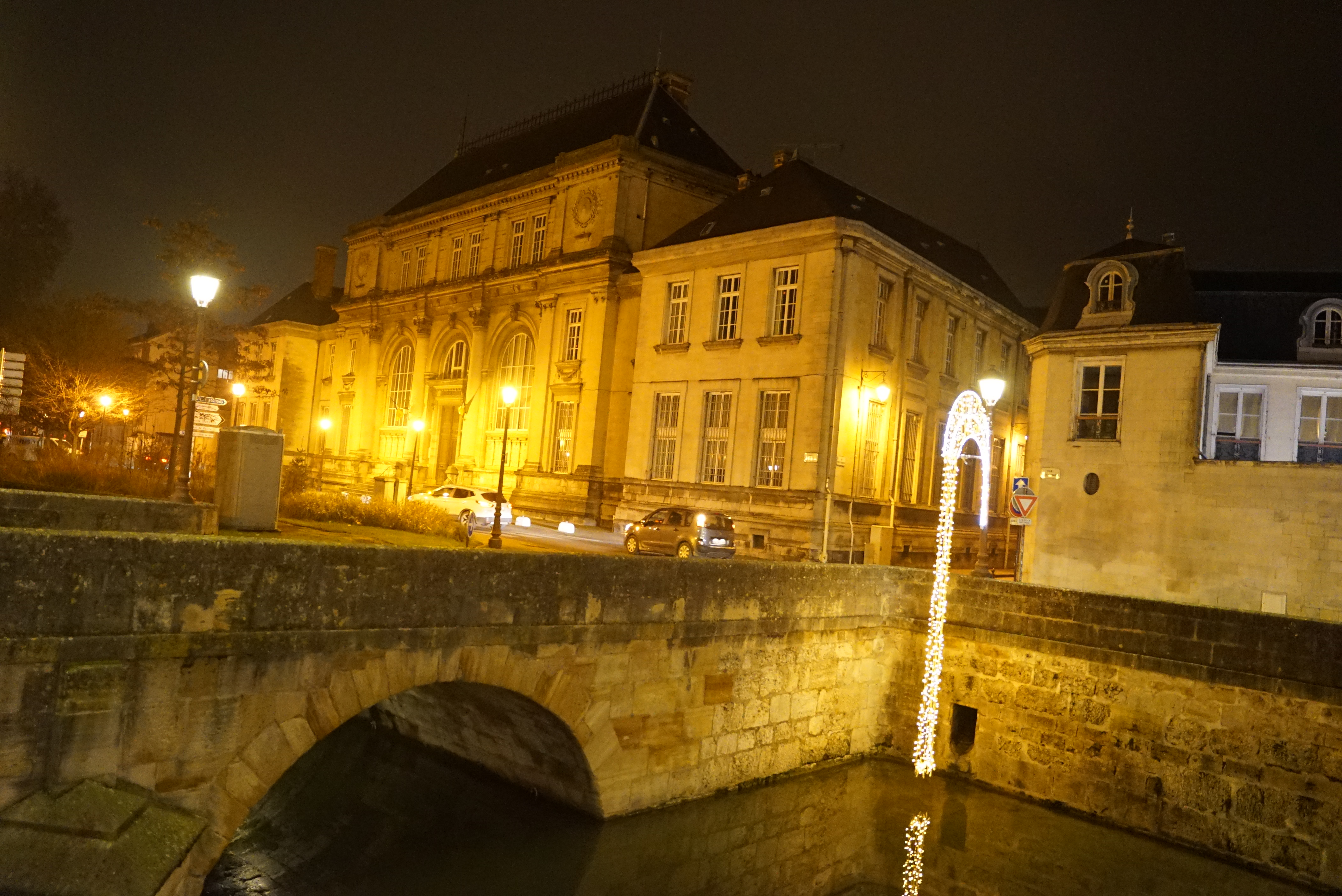
façade et pont des Viviers sur le Mau,
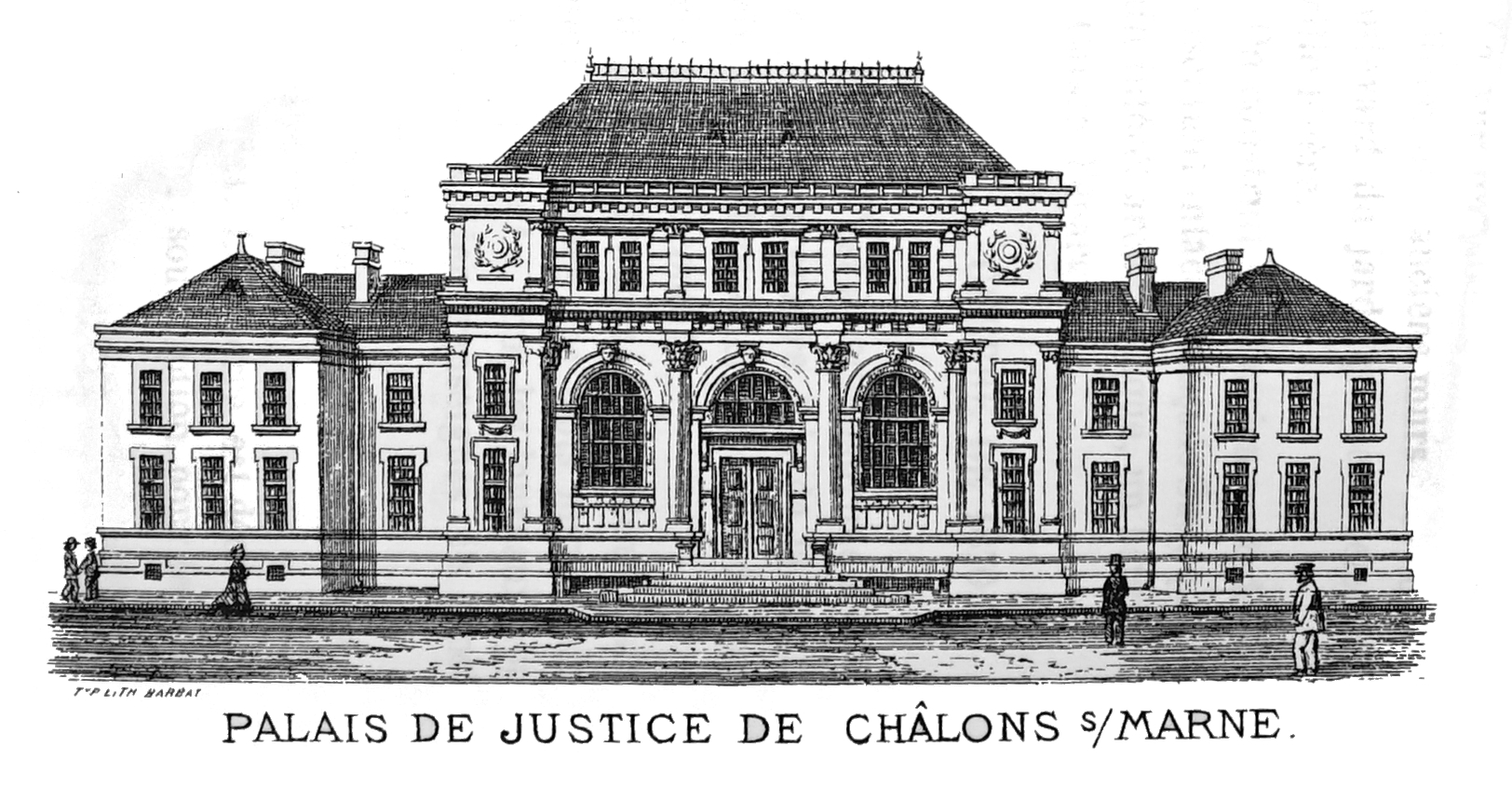
en 1879 sur une lithographie de Barbat.